# Bomarion fraternum
Bomarion fraternum là một loài bọ cánh cứng trong họ Cerambycidae.